# سونی اریکسون تی۶۸آی
سونی اریکسون تی۶۸آی (به انگلیسی: Sony Ericsson T68i) ، یک نمونه از گوشی‌های تلفن همراه سری تی (به انگلیسی: T) ، شرکت سونی اریکسون می‌باشد که در سال ۲۰۰۲ توسط همین شرکت به بازار عرضه شده‌است.این گوشی از اولین تلفن همراه های شرکت سونی اریکسون بود و پیش از این ، همین گوشی با کمی تفاوت توسط اریکسون تولید می شد . این گوشی جزء اولین گوشی هایی بود که دوربین متصل شونده داشت.